# Shin Ye-eun
Shin Ye-eun née le 18 janvier 1998 à Anyang, est une actrice sud-coréenne.

## Biographie
Elle est connue pour son rôle dans la websérie A-Teen et sa suite A-Teen 2. Elle a également joué dans la série télévisée He Is Psychometric, Welcome, More Than Friends, The Glory, et Revenge of Others. Shin fréquente actuellement l'Université Sungkyunkwan et se spécialise en arts de la scène,.